# فیردوس زاکاریان
فیردوس آرسنی زاکاریان (ارمنی: Ֆիրդուս Արսենի Զաքարյան؛ زادهٔ ۱۵ سپتامبر ۱۹۵۹) سیاستمدار و تاریخ‌نگار اهل ارمنستان است که از تاریخ ۱۹۹۵ تا تاریخ ۱۹۹۹ سمت نمایندگی دوره اول مجلس ملی جمهوری ارمنستان را برعهده داشت.

## زندگی‌نامه
وی در ۱۵ سپتامبر ۱۹۵۹ در آوشار به دنیا آمد و از دانشکده تاریخ دانشگاه دولتی ایروان فارغ‌التحصیل گشت. وی برنده جوایزی همچون مدال وازگن سارگسیان (۲۰۰۸), مدال موسس خورناتسی (۲۰۱۳) و مدال گارگین نژده (۲۰۱۵) است.